# Т-112
Т-112 — радянський дослідний середній танк, проектувався в КБ заводу Кіровського Заводу та особисто Ж. Я. Котіним.

## Історія
У ході експлуатації танків Т-28 було з'ясовано, що ходові даних танків дуже слабкі і вони не витримують вагу танків: ламаються кронштейни, котки та інші частини ходової. 1937 року Ж. Я. Котін виступив з ідеєю створити танк Т-28 з підвіскою танка Т-35. Пропозиція сподобалося представником АБТУ РСЧА. Незабаром лист Котіна лягло на стіл Й. В. Сталіна. Пропозиція вождю сподобалося і Котін отримав дозвіл на проектування танка та споруду дослідного зразка. Котін дуже швидко представив креслення танка. Тоді ж танк отримав позначення Т-112.

## Конструкція
В цілому танк повторював конструкцію танка Т-28, за винятком ходової частини — її взяли від танка Т-35. Але через те що, довжина і тим більше ширина танка Т-35 перевищували довжину та ширину Т-28, довелося трохи змінити ходову частину. Через це Котіну і його колективу довелося злегка переробити ходову Т-35 під стандарти Т-28: змінилася кількість підтримуючих котків з 6 до 4, зменшилася довжина між опорними котками та інші дрібніші зміни. Двигун та трансмісія залишалися без змін.

## Підсумок
На жаль дану машину не стали виготовляти з кількох причин: починалася розробка більш потужних важких танків, до цього моменту планувалося випускати танк Т-29, перебудовувати виробничу лінію теж було достатньо важко. З усіх цих причин танк не стали виготовляти.